# Avto
Avto, egentligen Avtandil Ebralidze (georgiska: ავთანდილ ებრალიძე), född 3 oktober 1991 i Tbilisi, är en georgisk fotbollsspelare som spelar för Lusitânia. Han har tidigare spelat för bland annat Gil Vicente. 

## Klubbkarriär
Avto föddes i Georgiens huvudstad Tbilisi 1991 och började 2001 spela för den inhemska storklubben FK Dinamo Tbilisi. 2008 flyttade han till Portugal där han spelade juniorfotboll. 2010 fick han sitt första seniorkontrakt för Esperança från Lagos i Portugal. 2013 kontraktades han av högstaligaklubben Gil Vicente som han debuterade för under hösten.
Den 28 juni 2022 värvades Avto av cypriotiska Anorthosis Famagusta, där han skrev på ett tvåårskontrakt. Den 26 juli 2023 blev Avto klar för en återkomst i Leixões, där han skrev på ett ettårskontrakt med option på ytterligare två år. I juli 2024 gick Avto till portugisiska Liga 3-klubben Lusitânia.

## Landslagskarriär
I oktober 2013 kallades Avto upp till Georgiens landslag av tränaren Temuri Ketsbaia. Han gjorde sin landslagsdebut i matchen mot Spanien då han blev inbytt för Sjota Grigalasjvili i den 70:e matchminuten.